# Episodi di King of the Hill (seconda stagione)
La seconda stagione della serie animata King of the Hill, composta da 23 episodi, è stata trasmessa negli Stati Uniti su Fox, dal 21 settembre 1997 al 17 maggio 1998.
In Italia la stagione è stata trasmessa su Fox, dal 15 dicembre 2003 al 2 marzo 2004. I titoli italiani degli episodi sono stati modificati durante le repliche, perciò ciascun episodio presenta due titoli diversi. Fa eccezione il nono episodio, essendo stato trasmesso insieme alla prima stagione.
| n° | Codice di produzione | Titolo originale                          | Titolo italiano                 | Titolo italiano                   | Prima TV USA      | Prima TV Italia  |
| n° | Codice di produzione | Titolo originale                          | Prima TV                        | Repliche                          | Prima TV USA      | Prima TV Italia  |
| -- | -------------------- | ----------------------------------------- | ------------------------------- | --------------------------------- | ----------------- | ---------------- |
| 1  | 5E01                 | How to Fire a Rifle Without Really Trying | Gioca e spara                   | Tiro al bersaglio                 | 21 settembre 1997 | 15 dicembre 2003 |
| 2  | 5E02                 | Texas City Twister                        | Nell'occhio del ciclone         | Tornado!                          | 28 settembre 1997 | 16 dicembre 2003 |
| 3  | 5E04                 | The Arrowhead                             | Com'era verde il mio giardino   | L'artefatto indiano               | 19 ottobre 1997   | 22 dicembre 2003 |
| 4  | 5E06                 | Hilloween                                 | La notte dei satanisti          | Hilloween                         | 26 ottobre 1997   | 23 dicembre 2003 |
| 5  | 5E03                 | Jumpin' Crack Bass (It's a Gas, Gas, Gas) | Un'esca da sballo               | Un'esca "stupefacente"!           | 2 novembre 1997   | 29 dicembre 2003 |
| 6  | 5E05                 | Husky Bobby                               | Modello per un giorno           | Modello extra large               | 9 novembre 1997   | 30 dicembre 2003 |
| 7  | 5E07                 | The Man Who Shot Cane Skretteberg         | Sfida all'ultimo colore         | La sfida di paintball             | 16 novembre 1997  | 5 gennaio 2004   |
| 8  | 5E08                 | The Son That Got Away                     | Le grotte galeotte              | In fuga dalla scuola              | 23 novembre 1997  | 6 gennaio 2004   |
| 9  | 4E12                 | The Company Man                           | Lotta all'ultimo sperone        | Lotta all'ultimo sperone          | 7 dicembre 1997   | 2003             |
| 10 | 5E10                 | Bobby Slam                                | Gara di wrestling               | La squadra di wrestling           | 14 dicembre 1997  | 13 gennaio 2004  |
| 11 | 5E09                 | The Unbearable Blindness of Laying        | Non voglio vedere!              | Sesso natalizio                   | 21 dicembre 1997  | 19 gennaio 2004  |
| 12 | 5E12                 | Meet the Manger Babies                    | I piccoli eroi della mangiatoia | Il dilemma del Super Bowl         | 11 gennaio 1998   | 20 gennaio 2004  |
| 13 | 5E11                 | Snow Job                                  | Un inferno coi fiocchi          | Una nevicata inaspettata          | 1º febbraio 1998  | 26 gennaio 2004  |
| 14 | 5E13                 | I Remember Mono                           | Peccato di gioventù             | Il ricordo della mononucleosi     | 8 febbraio 1998   | 27 gennaio 2004  |
| 15 | 5E15                 | Three Days of the Kahndo                  | Un residence molto "mitad"      | Intrappolati in Messico           | 15 febbraio 1998  | 2 febbraio 2004  |
| 16 | 5E14                 | Traffic Jam                               | Ma che razza di comico!         | Ritorno all'autoscuola            | 22 febbraio 1998  | 3 febbraio 2004  |
| 17 | 5E16                 | Hank's Dirty Laundry                      | Uno sporco equivoco             | Panni sporchi                     | 1º marzo 1998     | 9 febbraio 2004  |
| 18 | 5E17                 | The Final Shinsult                        | Un eroe in gamba                | La gamba di legno                 | 15 marzo 1998     | 10 febbraio 2004 |
| 19 | 5E18                 | Leanne's Saga                             | Hanno scarcerato mamma!         | La saga di Leanne                 | 19 aprile 1998    | 16 febbraio 2004 |
| 20 | 5E19                 | Junkie Business                           | Un impiegato stupefacente       | Affare tossico                    | 26 aprile 1998    | 17 febbraio 2004 |
| 21 | 5E21                 | Life in the Fast Lane, Bobby's Saga       | Bobby trova lavoro              | Il nuovo lavoro                   | 3 maggio 1998     | 23 febbraio 2004 |
| 22 | 5E22                 | Peggy's Turtle Song                       | Pillole e tartarughe            | Lezioni di chitarra               | 10 maggio 1998    | 24 febbraio 2004 |
| 23 | 5E23                 | Propane Boom                              | Sabotaggio                      | Il boom del propano (prima parte) | 17 maggio 1998    | 2 marzo 2004     |

## Il boom del propano (prima parte)
- Titolo originale: Propane Boom
- Diretto da: Gary McCarver
- Scritto da: Norm Hiscock

### Trama
Il Mega Lo Mart, il centro commerciale tanto odiato a Hank, annuncia che di lì a poco inizierà la vendita di propano. Hank è preoccupato per le sorti della Strickland Propane, e fa bene: in poco tempo essa dichiara bancarotta (ad Arlen) e Hank si ridurrà a lavorare al centro commerciale nel reparto propano, dove lavora anche Bucky, il ragazzo d Luanne. Desideroso di vendetta, Hank insieme ai suoi amici e dei colleghi che come lui hanno perso le aziende per via del centro commerciale, realizza un piano che si dovrà svolgere durante un concerto davanti al Mega Lo Mart. Proprio quel giorno, all'interno del negozio ci sono solo Hank, Luanne e Bucky. Ad un certo punto Hank sente un odore strano, ma che conosce bene: una fuga di propano. Subito dopo un'esplosione colpisce il centro commerciale, causando il panico all'infuori di esso. Boomhauer chiama subito i soccorsi.